# Campeonato Mundial de Snooker de 1978
El Campeonato Mundial de Snooker de 1978 (conocido en inglés y por motivos de patrocinio como 1978 Embassy World Snooker Championship) fue un torneo de snooker profesional y de ranking que se celebró entre el 17 y el 29 de abril en el Crucible Theatre de la ciudad inglesa de Sheffield. Organizado por la World Professional Billiards and Snooker Association, fue el segundo Campeonato Mundial de Snooker que se disputó de forma consecutiva en el Crucible, que había acogido una edición por primera vez en 1977. El torneo contó con el patrocinio de Embassy, manufacturera de cigarrillos, y fue el único de ranking de la temporada 1977-78. Ray Reardon, que se impuso (25-18) en la final a Perrie Mans, se coronó campeón del mundo por sexta vez.

## Resultados

### Cuadro de la fase final
Entre paréntesis, se indica el puesto en el que accedieron al torneo los jugadores que llegaron al Crucible como cabezas de serie. Recalcado en negrita figura el ganador de cada partido:
|  | octavos de final (mejor de 25) | octavos de final (mejor de 25) |                      |    | cuartos de final (mejor de 25) | cuartos de final (mejor de 25) |                  |                  | semifinales (mejor de 35) | semifinales (mejor de 35) |  |  | final (mejor de 49) | final (mejor de 49) |
|  |                                |                                |                      |    |                                |                                |                  |                  |                           |                           |  |  |                     |                     |
|  | 18, 19 y 20 de abril           |                                |                      |    |                                |                                |                  |                  |                           |                           |  |  |                     |                     |
|  |                                |                                |                      |    |                                |                                |                  |                  |                           |                           |  |  |                     |                     |
|  | John Spencer (1)               | 8                              |                      |    |                                |                                |                  |                  |                           |                           |  |  |                     |                     |
|  | John Spencer (1)               | 8                              | 21 y 22 de abril     |    |                                |                                |                  |                  |                           |                           |  |  |                     |                     |
|  | Perrie Mans                    | 13                             |                      |    |                                |                                |                  |                  |                           |                           |  |  |                     |                     |
|  | Perrie Mans                    | 13                             | Perrie Mans          | 13 |                                |                                |                  |                  |                           |                           |  |  |                     |                     |
|  | 19 y 20 de abril               |                                | Perrie Mans          | 13 |                                |                                |                  |                  |                           |                           |  |  |                     |                     |
|  |                                | Graham Miles (8)               | 7                    |    |                                |                                |                  |                  |                           |                           |  |  |                     |                     |
|  | Graham Miles (8)               | Graham Miles (8)               | 7                    | 13 |                                |                                |                  |                  |                           |                           |  |  |                     |                     |
|  | Graham Miles (8)               |                                | 24, 25 y 26 de abril | 13 |                                |                                |                  |                  |                           |                           |  |  |                     |                     |
|  | David Taylor                   | 10                             |                      |    |                                |                                |                  |                  |                           |                           |  |  |                     |                     |
|  | David Taylor                   | 10                             | Perrie Mans          | 18 |                                |                                |                  |                  |                           |                           |  |  |                     |                     |
|  | 18 y 19 de abril               |                                | Perrie Mans          | 18 |                                |                                |                  |                  |                           |                           |  |  |                     |                     |
|  |                                | Fred Davis                     | 16                   |    |                                |                                |                  |                  |                           |                           |  |  |                     |                     |
|  | Alex Higgins (5)               | Fred Davis                     | 16                   | 12 |                                |                                |                  |                  |                           |                           |  |  |                     |                     |
|  | Alex Higgins (5)               | 21 y 22 de abril               |                      | 12 |                                |                                |                  |                  |                           |                           |  |  |                     |                     |
|  | Patsy Fagan                    | 13                             |                      |    |                                |                                |                  |                  |                           |                           |  |  |                     |                     |
|  | Patsy Fagan                    | 13                             | Patsy Fagan          | 13 |                                |                                |                  |                  |                           |                           |  |  |                     |                     |
|  | 20 y 21 de abril               |                                | Patsy Fagan          | 13 |                                |                                |                  |                  |                           |                           |  |  |                     |                     |
|  |                                | Fred Davis                     | 13                   |    |                                |                                |                  |                  |                           |                           |  |  |                     |                     |
|  | Dennis Taylor (4)              | Fred Davis                     | 13                   | 9  |                                |                                |                  |                  |                           |                           |  |  |                     |                     |
|  | Dennis Taylor (4)              |                                | 27, 28 y 29 de abril | 9  |                                |                                |                  |                  |                           |                           |  |  |                     |                     |
|  | Fred Davis                     | 13                             |                      |    |                                |                                |                  |                  |                           |                           |  |  |                     |                     |
|  | Fred Davis                     | 13                             | Perrie Mans          | 18 |                                |                                |                  |                  |                           |                           |  |  |                     |                     |
|  | 17, 17 y 19 de abril           |                                | Perrie Mans          | 18 |                                |                                |                  |                  |                           |                           |  |  |                     |                     |
|  |                                | Ray Reardon (2)                | 25                   |    |                                |                                |                  |                  |                           |                           |  |  |                     |                     |
|  | Eddie Charlton (3)             | Ray Reardon (2)                | 25                   | 13 |                                |                                |                  |                  |                           |                           |  |  |                     |                     |
|  | Eddie Charlton (3)             | 20, 21 y 22 de abril           |                      | 13 |                                |                                |                  |                  |                           |                           |  |  |                     |                     |
|  | Willie Thorne                  | 12                             |                      |    |                                |                                |                  |                  |                           |                           |  |  |                     |                     |
|  | Willie Thorne                  | 12                             | Eddie Charlton (3)   | 13 |                                |                                |                  |                  |                           |                           |  |  |                     |                     |
|  | 17 y 18 de abril               |                                | Eddie Charlton (3)   | 13 |                                |                                |                  |                  |                           |                           |  |  |                     |                     |
|  |                                | Cliff Thorburn (6)             | 12                   |    |                                |                                |                  |                  |                           |                           |  |  |                     |                     |
|  | Cliff Thorburn (6)             | Cliff Thorburn (6)             | 12                   | 13 |                                |                                |                  |                  |                           |                           |  |  |                     |                     |
|  | Cliff Thorburn (6)             |                                | 23, 24 y 25 de abril | 13 |                                |                                |                  |                  |                           |                           |  |  |                     |                     |
|  | Pat Houlihan                   | 8                              |                      |    |                                |                                |                  |                  |                           |                           |  |  |                     |                     |
|  | Pat Houlihan                   | 8                              | Eddie Charlton (3)   | 14 |                                |                                |                  |                  |                           |                           |  |  |                     |                     |
|  | 17, 18 y 19 de abril           |                                | Eddie Charlton (3)   | 14 |                                |                                |                  |                  |                           |                           |  |  |                     |                     |
|  |                                | Ray Reardon (2)                | 18                   |    | Tercer y cuarto puesto         | Tercer y cuarto puesto         |                  |                  |                           |                           |  |  |                     |                     |
|  | John Pulman (7)                | Ray Reardon (2)                | 18                   | 4  | Tercer y cuarto puesto         | Tercer y cuarto puesto         |                  |                  |                           |                           |  |  |                     |                     |
|  | John Pulman (7)                | 21 y 22 de abril               | 21 y 22 de abril     | 4  |                                |                                | 27 y 28 de abril | 27 y 28 de abril |                           |                           |  |  |                     |                     |
|  | Bill Werbeniuk                 | 21 y 22 de abril               | 21 y 22 de abril     | 13 |                                |                                | 27 y 28 de abril | 27 y 28 de abril |                           |                           |  |  |                     |                     |
|  | Bill Werbeniuk                 | Bill Werbeniuk                 | 6                    | 13 | Fred Davis                     | 3                              |                  |                  |                           |                           |  |  |                     |                     |
|  | 17 y 18 de abril               | Bill Werbeniuk                 | 6                    |    | Fred Davis                     | 3                              |                  |                  |                           |                           |  |  |                     |                     |
|  |                                | Ray Reardon (2)                | 13                   |    | Eddie Charlton (3)             | 7                              |                  |                  |                           |                           |  |  |                     |                     |
|  | Ray Reardon (2)                | Ray Reardon (2)                | 13                   | 13 | Eddie Charlton (3)             | 7                              |                  |                  |                           |                           |  |  |                     |                     |
|  | Ray Reardon (2)                |                                |                      | 13 |                                |                                |                  |                  |                           |                           |  |  |                     |                     |
|  | Doug Mountjoy                  | 9                              |                      |    |                                |                                |                  |                  |                           |                           |  |  |                     |                     |
|  | Doug Mountjoy                  | 9                              |                      |    |                                |                                |                  |                  |                           |                           |  |  |                     |                     |

## Centenas
Los jugadores consiguieron amasar un total de siete centenas durante la fase final del torneo. La más alta, de 138, fue obra de Spencer. Así se distribuyeron:
- 138, 118 — John Spencer
- 119, 100 — Ray Reardon
- 108 — Eddie Charlton
- 105 — Fred Davis
- 105 — Patsy Fagan